# Characiosiphonaceae
Characiosiphonaceae, porodica zelenih algi u redu Chlamydomonadales. Postoje 2 priznate vrste unutar dva roda.

## Rodovi
1. Characiosiphon Iyengar
2. Lobocharacium Kugrens, Clay & Aguiar

## Vanjske poveznice
|  | Wikivrste imaju podatke o taksonu Characiosiphonaceae |